# Gulfstream G650

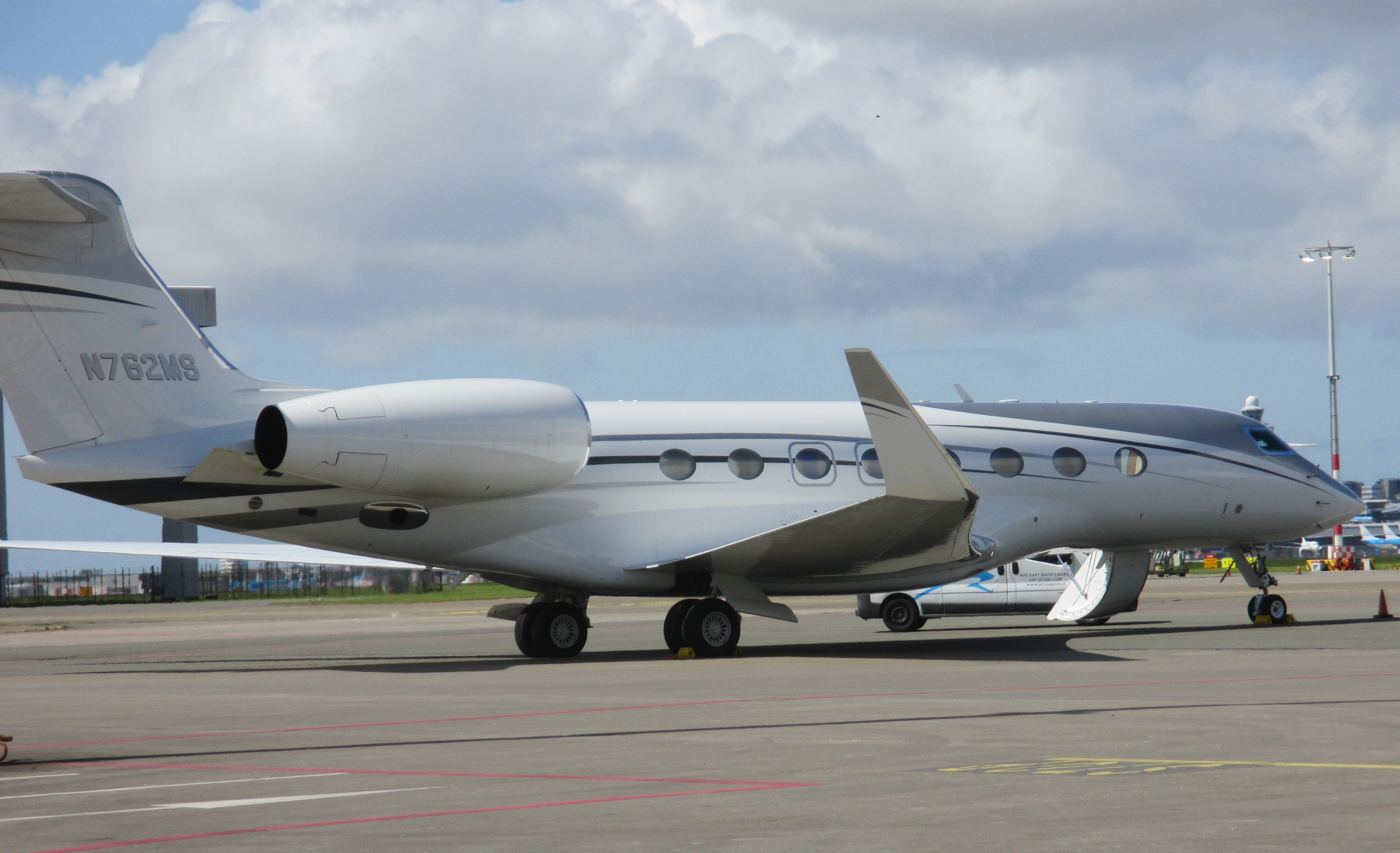
Gulfstream G650 - Schiphol Oost, april 2023

De Gulfstream G650, ook wel aangeduid als de Gulfstream GVI, is een tweemotorige turbofan zakenjet met een voor zijn klasse zeer ruime cabine van 2,6 meter breed. Het snelle long-range toestel wordt gebouwd door Gulfstream Aerospace Corporation. De ontwikkeling van dit vliegtuig is gestart in 2005 en drie jaar later werd de G650 in 2008 voor het eerst aan het publiek getoond. De eerste vlucht vond plaats op 25 november 2009. Met een topsnelheid van Mach 0,925 was het tijdens de introductie zowel de snelste als de grootste zakenjet van Gulfstream Aerospace Corporation. 
In 2019 introduceerde Gulfstream de nog grotere G700 en in 2021 de ultra-long-range G800 met een vliegbereik van 14.816 km.

## Koninklijke Luchtmacht
In 2023 nam de Koninklijke Luchtmacht een Gulfstream G650ER in gebruik ter vervanging van de 35 jaar oude Gulfstream IV. De Gulfstream wordt gebruikt voor het vervoeren van belangrijke personen in de politieke, militaire en ambtelijke top van Defensie. Ook is het toestel geschikt voor de urgente repatriëring van defensiemedewerkers uit risicovolle missiegebieden.

## Varianten
Gulfstream G700
Publieksintroductie in 2019. Eerste leveringen staan gepland voor 2022. Langere romp dan de G650 (33,48 m). Rolls-Royce Pearl 700 turbofans met 81,2 kN stuwkracht elk. Vliegbereik: 13.890 km.
Gulfstream G800
Geplande levering vanaf 2023. Motoren idem als de G700, maar met de (kortere) romp van de G650. Vliegbereik: 14.816 km.